# Alpenus nigropunctata
Alpenus nigropunctatus là một loài bướm đêm thuộc phân họ Arctiinae, họ Erebidae.